# 科溫 (印地安納州蒂珀卡努縣)
科溫（英語：Corwin）是位於美國印地安納州蒂珀卡努縣的一個鬼鎮。

## 地理
科溫所處的海拔高度為224米（即735英呎），而該地所採用的時區為UTC-5，即北美東部時區（EST）。同時該地設有夏令時間，為UTC-5調快一小時，即UTC-4（EDT）。